# Однер, Клас Теодор
Клас Теодор Однер (швед. Clas Odhner; 17 июня 1836, Алингсос, Вестра-Гёталанд, Швеция — 11 июня 1904, Стокгольм) — шведский историк, прозаик, директор Национального архива Швеции, педагог, профессор, доктор наук (с 1860). Член Шведской королевской академии словесности с 1872 года, Шведской академии с 1885 года.

## Биография
Родился в семье священника, племянник по матери изобретателя Джона Эриксона. В 1851 году поступил в Уппсальский университет, получил степень магистра философии, с 1860 года — доцент истории.
С 1865 года преподавал в Лундском университете, с 1870 по 1887 год — профессор истории. В 1867—1868 годах был секретарём Комитета по пересмотру учебников по истории и географии. Возглавлял Комитет по организации практического педагогического образования (1873), Комитет по пересмотру школьного устава 1859 года (1874), Комитет по учёным степеням.

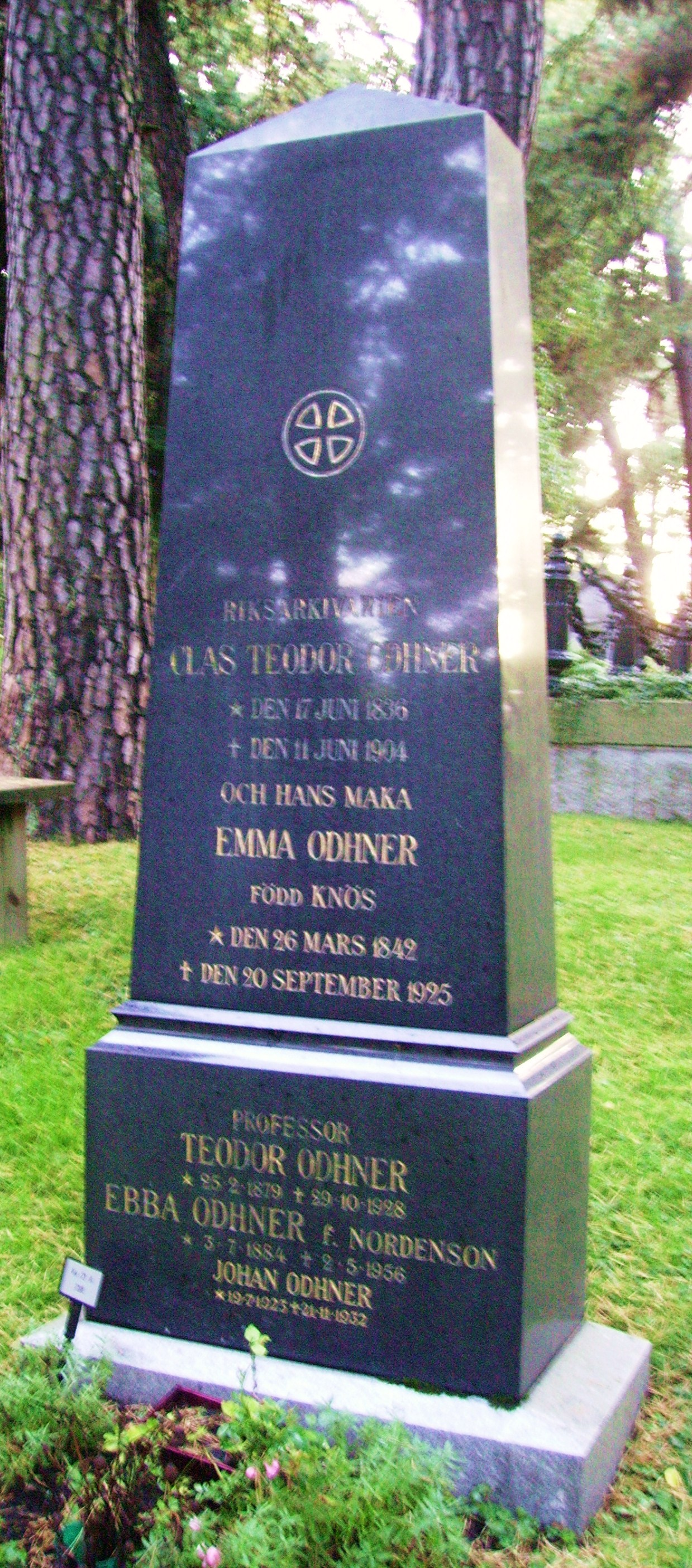
Могила К. Однера на кладбище Норра бегравнингсплатсен

До 1901 года работал директором Национального архива Швеции.
Политик, сторонник движения скандинавизма. С 1894 по 1897 год избирался членом Риксдага — Парламента Швеции.
Автор ряда школьных учебников по истории. Положил начало организации национальных архивов. Был инициатором внедрения новой организации архивов для государственных учреждений и провинциальных архивов.
В 1900 году стал почётным доктором права Лундского университета .
Похоронен на стокгольмском кладбище Норра бегравнингсплатсен.
Отец зоолога, исследователя Арктики Нильса Йохана Теодора Однера (1879—1928).

## Избранные труды
- Учебник по истории Швеции, Норвегии и Дании для старших классов школы (Стокгольм. 1870)
- Первое правление короля Густава III до государственного переворота 1772 года включительно: фрагмент истории Густава III. (Лунд. 1871)
- Учебник по истории отечества под руководством автора, изданный для начальной школы (Стокгольм. 1875) * Колония Новая Швеция, основанная в 1637—1642 годах. Историческая библиотека (Стокгольм. 1877)
- Политическая история Швеции при правлении короля Густава III. Часть 2, 1779—1787 гг . (Стокгольм. 1896)
- Политическая история Швеции при правлении короля Густава III. Часть 3, 1787—1788 гг . (Стокгольм. 1905)
- Учебник по истории Швеции и основных черт истории Норвегии и Дании для старших классов школы. (Стокгольм. 1899)